# Henricia antillarum
Henricia antillarum is een zeester uit de familie Echinasteridae.
De wetenschappelijke naam van de soort werd in 1881 gepubliceerd door Edmond Perrier.